# Waldemar Tomaszewski
Waldemar Tomaszewski (vroeger Valdemar Tomaševski) (Vilnius, 3 maart 1965) is een Litouws politicus van Poolse afkomst actief binnen de partij Electorale Actie van Polen in Litouwen.
Hij studeerde in 1990 af in werktuigbouwkunde aan het Instituut voor ingenieurswezen bouwkunde Vilnius. Hij zetelde van 2000 tot juni 2009 als volksvertegenwoordiger in de Seimas.
Binnen zijn partij Electorale Actie van Polen in Litouwen was hij in 1994 vicevoorzitter en sinds 1999 voorzitter.
Sinds de verkiezingen van 2009 zetelt hij voor zijn partij en voor de Europese Alliantie van Europese Conservatieven en Hervormers in het Europees Parlement binnen de fractie van de Europese Conservatieven en Hervormers. Hij is plaatsvervangend voorzitter van de delegatie voor de betrekkingen met Wit-Rusland, lid van de Commissie burgerlijke vrijheden, justitie en binnenlandse zaken en de delegatie in de Parlementaire Vergadering EURO-NEST en plaatsvervangend lid van de commissie Landbouw en Plattelandsontwikkeling en de delegatie voor de betrekkingen met de Verenigde Staten.